# Manuel Guijarro
Manuel Guijarro Arenas (Albacete, 7 luglio 1998) è un velocista spagnolo.

## Biografia
Ai campionati europei indoor di Glasgow 2019 è stato eliminato in semifinale nei 400 m piani. Nella staffetta 4×400 metri ha vinto la medaglia d'argento, realizzando il record nazionale con Óscar Husillos, Lucas Búa, Bernat Erta, grazie al tempo di 3'06"32.

## Record nazionali
Seniores
- Staffetta 4×400 metri indoor: 3'05"18 ( Apeldoorn, 9 marzo 2025) (Markel Fernández, Manuel Guijarro, Óscar Husillos, Bernat Erta)

## Palmarès
| Anno | Manifestazione          | Sede       | Evento        | Risultato  | Prestazione | Note                                     |
| ---- | ----------------------- | ---------- | ------------- | ---------- | ----------- | ---------------------------------------- |
| 2015 | Mondiali U18            | Cali       | 400 m piani   | Batteria   | 48"54       |                                          |
| 2015 | Mondiali U18            | Cali       | 4×400 m mista | Batteria   | 3'32"14     |                                          |
| 2018 | Mondiali indoor         | Birmingham | 4×400 m       | Batteria   | 3'07"52     |                                          |
| 2018 | Mediterraneo U23        | Jesolo     | 400 m piani   | 5º         | 46"63       |                                          |
| 2018 | Mediterraneo U23        | Jesolo     | 4×400 m       | Bronzo     | 3'09"78     |                                          |
| 2019 | Mediterraneo U23 indoor | Miramas    | 400 m piani   | Batteria   | 48"68       |                                          |
| 2019 | Europei indoor          | Glasgow    | 400 m piani   | Semifinale | 47"34       |                                          |
| 2019 | Europei indoor          | Glasgow    | 4×400 m       | Argento    | 3'06"32     |                                          |
| 2019 | Europei U23             | Gävle      | 4×400 m       | 5º         | 3'07"62     |                                          |
| 2021 | World Relays            | Chorzów    | 4×400 m       | Batteria   | 3'06"09     |                                          |
| 2022 | Mondiali indoor         | Belgrado   | 400 m piani   | Batteria   | 47"74       |                                          |
| 2022 | Mondiali indoor         | Belgrado   | 4×400 m       | Argento    | 3'06"82     | Miglior prestazione personale stagionale |
| 2022 | Europei                 | Monaco     | 400 m piani   | Batteria   | 46"18       |                                          |
| 2022 | Europei                 | Monaco     | 4×400 m       | 4º         | 3'00"54     | Record nazionale                         |
| 2023 | Europei indoor          | Turchia    | 400 m piani   | Batteria   | 49"77       |                                          |
| 2024 | World Relays            | Nassau     | 4×400 m       | Batteria   | 3'06"84     |                                          |
| 2024 | Europei                 | Roma       | 4x400 m       | 5º         | 3'01"44     |                                          |
| 2025 | Europei indoor          | Apeldoorn  | 4x400 m       | Argento    | 3'05"18     | Record nazionale                         |
| 2025 | Europei indoor          | Apeldoorn  | 4x400 m mista | 4ª         | 3'17"12     |                                          |
| 2025 | Mondiali indoor         | Nanchino   | 400 m piani   | Batteria   | 47"47       |                                          |
| 2025 | World Relays            | Guangzhou  | 4x400 m       | Batteria   | 3'02"04     |                                          |